# Wim Janssen
Wilhelmus Maria „Wim“ Janssen (* 21. September 1949 in Heiloo) ist ein niederländischer Jazzmusiker (Schlagzeug, Perkussion) und bildender Künstler.

## Wirken
Janssen, der ältere Bruder des Musikers Guus Janssen, absolvierte zwischen 1969 und 1974 eine Ausbildung zum Zeichenlehrer. Er war viele Jahre lang Lehrer an der Gerrit Rietveld Academie und der Design Academy Eindhoven.
Seit den 1980ern spielte Janssen im Septett seines Bruders, mit dem zwei Alben für Claxon entstanden. Ab 1988 bildete er mit seinem Bruder und dem Bassisten Ernst Glerum das Trio Janssen/Glerum/Janssen, das auch durch China tourte. 1993 trat er gemeinsam mit seinem Bruder in der Knitting Factory in New York auf. In Bologna 1996 gastierte er auf dem AngelicA-Festival auch mit Misha Mengelbergs Pollo Di Mare (Mitschnitt). Er arbeitete auch mit dem Paul Termos Dubbel Expres und mit der Gruppe Sound-Lee !
Weiterhin gehörte er zu Specs und The Gravitones. Mit dem Palinckxquartet veröffentlichte er das Album If P, Then Q… Mind Yours! Bei der Uraufführung und Tonaufnahme der Oper Noach seines Bruders wirkte er als Mitglied des Nieuw Artis Orchestra. 2001 war er einer der Initiatoren des Trios As If. 2019 spielte er in der Gruppe Plots mit Ziv Taubenfeld, Frank van Bommel und Joost Buis. Er ist auch auf Alben mit Eric Boeren und mit Paul Plimley zu hören.
Mit seinen Gemälden will Janssen, aufbauend auf der traditionellen Bildtradition, Sehgewohnheiten verändern, indem er die Bildmotive verfremdet (z. B. Straßenansichten mit dem Balletsujet oder Autos mit Sonnenuntergängen verbindet und andere Farben wählt). Er hat an zahlreichen Einzel- und Gruppenausstellungen teilgenommen; Gemälde von ihm gehören zu den Sammlung des Rijksmuseum Twenthe, des Museum Jan Cunen in Oss, des Museum voor religieuze kunst in Uden sowie der früheren Stuyvesantcollectie. In den 1980er Jahren zeichnete er auch Cartoons mit Jazzmusikern für die Zeitschrift Jazz Nu.

## Diskographische Hinweise
- Janssen . Termos . Janssen Pok (Geestgronden, 1990)
- Janssen, Glerum, Janssen Lighter (Geestgronden, rec. 1992–1995, ed. 1995)
- Janssen, Glerum, Janssen Zwik (Geestgronden, 1997)
- V.A. AngelicA 1996 (Dischi di Angelica, 1997)
- As If 3 Klinkklaar (Casco 2009, mit Frank van Bommel, Raoul van der Weide)
- Guus & Wim Janssen Home Made Music (Geestgronden, 2019)[5]